# Diamesa pankratovae
Diamesa pankratovae är en tvåvingeart som beskrevs av Makarchenko och Bulgakov 1986. Diamesa pankratovae ingår i släktet Diamesa och familjen fjädermyggor.
Artens utbredningsområde är Uzbekistan. Inga underarter finns listade i Catalogue of Life.